# Dryophylax marahuaquensis
Dryophylax marahuaquensis — вид змій родини полозових (Colubridae). Ендемік Венесуели.

## Поширення і екологія
Dryophylax marahuaquensis відомі за голотипом, зібраним на тепуї Серро-Марауака на Гвіанському нагір'ї, а штаті Амасонас, на висоті 2500 м над рівнем моря. Вони живуть на високогірних луках.